# Rudbjerggård
Rudbjerggaard eller Rudbjærggaard er en gammel hovedgård ca 8 km syd for Nakskov på Lolland. Den nævnes første gang i kong Valdemars Jordebog 1231. Gården ligger i Tillitse Sogn i Lolland Kommune.
Rudbjerggaard og Fredsholm godser med tilhørende Lindegård og Vindeholme og siden 2012 Gottesgabe gods med tilhørende Saunsøgård er i alt på 1926 hektar.

## Rudbjerggaards historie
I 1555 køber Erik Rud Rudbjerggaard hvoraf gårdens navn sandsynligvis stammer fra. I 1592 overtager Knud Rud gården og opfører hovedbygningen i 1592-1606 og tårnet i 1606 formentlig med flere længer. Sammen med sin kone Ellen Marsvin samlede han store rigdomme og mange godser og fik deraf tilnavnet Knud "store" Rud. 
Joachim von Barnewitz køber Rudbjerggaard i starten af 1600-tallet og gifter sig med fru Øllegaard Pentz. I 1630 opretter Øllegaard Pentz en ny gård Fredsholm (Fritzholm) til deres søn Fritz von Barnewitz.
Både Rudbjerggaard og Fredsholm ejes separat i de næste mange 100 år af mange slægter, både borgerlige og adelige og siden 1891 ejes godset af slægten Reventlow. 
I 1991 købes Fredsholm tilbage under Rudbjerggaard af Gustav Erik von Rosen (født 1952), en stedsøn af Einar Ludvig August greve Reventlow. (1940–1978)
På ejendommen drives der traditionelt landbrug, skovbrug, jagtvæsen, boligudlejning, svineproduktion og siden 2004 hotelvirksomhed på Vindeholme.

### Jernbanen
Ved anlægget af Nakskov-Rødby Jernbane (1926-53) blev der anlagt et sidespor op til gården. Det fik ikke lang levetid, men der blev opretholdt et trinbræt der hvor det gik fra.

## Ejere af Rudbjerggaard
- (       - 1466) Christiern Rud
- (1466-1481) Mogens Ebbesen Galt
- (1481-1496) Dorthe Eriksdatter Rosenkrantz gift Galt
- (1496-1500) Erik Mogensen Galt / Ebbe Mogensen Galt
- (1500-1529) Anders Ebbesen Galt
- (1529-1548) Peder Ebbesen Galt
- (1548-1555) Erik Grubbe
- (1555-1577) Erik Rud
- (1577-1592) Peder Eriksen Rud
- (1592-1611) Knud Eriksen Rud
- (1611-1616) Kirsten Ludvigsdatter Munk
- (1616-1622) Pernille Gyldenstierne gift Rosenkrantz
- (1622) Jytte Gyldenstierne gift Urne
- (1622-1623) Eiler Urne
- (1623-1626) Joachim von Barnewitz
- (1626-1640) Øllegaard von Pentz gift (1) von Barnewitz (2) von Passow
- (1640-1653) Frederik von Barnewitz
- (1653-1671) Ida Grubbe gift von Barnewitz
- (1671-1677) Joachim von Barnewitz
- (1677-1692) Magdalene Sibylle von Barnewitz gift Rodsteen / Øllegaard von Barnewitz gift von Bülow
- (1692-1723) Frederik Barnewitz von Bülow / Georg Henrik von Lehsten
- (1723-1728) Frederik Barnewitz von Bülow
- (1728-1755) Caspar Frederik von Bülow
- (1755) Ida Margrethe Reventlow gift Knuth
- (1755-1805) Conrad Ditlev lensbaron Knuth
- (1805-1815) Carl Conrad Gustav lensbaron Knuth
- (1815-1819) Christiane Louise Humble gift (1) Roll (2) Knuth
- (1819-1821) Simon Andersen Dons
- (1821-1855) Carl Conrad Gustav baron Knuth
- (1855-1865) Louise Rasmussen grevinde Danner
- (1865-1889) Michael Frederik Gustav Smith
- (1889-1891) Adolph Tesdorpf
- (1891-1916) Ludvig Eduard Alexander greve Reventlow
- (1916-1938) Benedicte Ulfsparre Bech gift Reventlow
- (1938-1940) Boet efter Benedicte Ulfsparre Bech gift Reventlow
- (1940-1978) Einar Ludvig August greve Reventlow
- (1978- ) Gustav Erik von Rosen

## Eksterne kilder og henvisninger
- Rudbjerggaard / Fredsholm Godser
- Vindeholme Slot
- Rudbjerggaard - fra Dansk Center for Herregårdsforskning Arkiveret 25. september 2018 hos  Wayback Machine
- J.P. Trap: Danmark 5.udgave, Kraks Landbrug

54°46′1″N 11°7′35″Ø / 54.76694°N 11.12639°Ø